# 実数
数学における実数（じっすう、仏: nombre réel, 独: reelle Zahl, 英: real number）とは、連続な量を表すために有理数を拡張した数の体系である。
実数全体の空間は、途切れのなさにあたる完備性と呼ばれる位相的な性質を持ち、代数的には加減乗除ができるという体の構造を持っている。幾何学や解析学ではこれらのよい性質を利用して様々な対象が定義され、研究されている。一方でその構成方法に自明でない手続きが含まれるため、実数の空間は数学基礎論の観点からも興味深い性質を持っている。また、自然科学における連続的なものの計測値を表すのに十分な数の体系だとも考えられている。
実数の概念は、その形式的な定義が19世紀に達成される前から数の体系として使われていた。「実数」という名前は複素数の概念が導入された後に「普通の数」を表現する言葉として導入されたものである。
実数全体からなる集合はしばしば慣習的に太字の R または黒板太字の {\displaystyle \mathbb {R} }で表す。これは英語の「Real number」の省略と考えられている。

## 定義
実数体とは順序体であって空でない上に有界な部分集合が上限を持つようなものをいう。実数体の元（＝要素）を実数という。
また位相的特徴付けである次を定義として採用することも出来よう：非自明な順序体であって順序位相に関して連結なものは唯一つに定まる（アルキメデス的順序群に関するHölderの定理による）。これを実数体と呼ぶ。実数体の元（＝要素）を実数という。

これで実数（体）の概念は定まったがこれだけではまだ実数（体）というものが存在するかどうかは分からない。しかし#構成節で述べるようにそのようなものは実際に存在する、即ちこのような性質を満たす順序体が構成できることが分かる。またその構成方法は複数ある。また本記事では言及されていないが本来存在するならば、それがある意味で一意的なものであるかを確かめる必要があるが、実数体は実際にある意味で一意的に定まる。

## 実数の表示
現代数学の体系において実数が構成されるときは#構成節で述べるような、数の表示に直接依存しない方法が用いられるが、個々の実数を表すときは −1.13 や 3.14159... のような（有限とは限らない）小数表示がよく用いられる。
また、実数の集まりを幾何学的に表示する方法として数直線があげられる。これは実数 0 に対応する原点とよばれる点を持った一つの直線で、直線上のそれぞれの点と原点との向きをこめた位置関係が各実数に対応している。

## 実数の様々な構成

### コーシー列を用いた構成
実数の構成は有理数の空間 Q の完備化とよばれる手続きによる方法が一般的である。
有理数の空間には二つの数の差の絶対値として定義される距離 d(a, b) = |a − b| から定まる点の近さを考えることができる。これについてのコーシー列たちを適当な同値関係によって同一視した空間として R が得られる。こうして構成された実数の空間の中では、収束数列によって近似的に与えられる対象が実際に実数として存在している。また、Q 上の距離が代数構造と両立するようになっているので、R の上でも Q の代数構造を基にした代数構造を考えることができる。この際、コーシー列全体が自然に環をなし、0に収束するコーシー列全体Iが極大イデアルであることが示せる。このIによる剰余環を考えるとこれはRそのもので、環論の一般論からこれが体をなすことがすぐにわかる。こうして代数構造を持つことは実は綺麗に示すことができる。あとは順序構造を定義すれば実数体の出来上がりである。
この完備化による定義の変種として、コーシー列たちの空間のかわりに長さがどんどん小さくなっていくような閉区間の列たちを適当な同値関係によって同一視したものを考えてもやはり実数を得ることができる。この考え方はより一般的で強力な手法であるフィルターの特別な例と見なすことができる。

### デデキント切断による構成
有理数の集合 Q 上に通常の意味での大小関係を考えて、それをもとにした Q の分割の方法として実数を定めることもでき、この方法はデデキント切断と呼ばれる。この考え方では Q を { q ∈ Q : q < r } と Ur = { q ∈ Q : r ≤ q } に分けるという操作である数 r を定義する。√2 のような有理数でない r によって与えられる切断 Ur は有理数の範囲での最小の数よりも r が小さくなるため、有理数の間の数として無理数の実在を示すことができる。一方実数の範囲ではその定義からいつでも r が Ur の最小の数になっている。

### 超準解析に基づく構成
有理数体 Q の超準モデル（超有理数体） *Q を取る。ある正の有理数よりも絶対値の小さい超有理数は有限という。有限数の全体を F とおく。任意の正の有理数よりも絶対値の小さい超有理数は無限小という。無限小数の全体を I とおく。このとき剰余環 F/I は完備順序体となる。

### エウドクソスの実数
エウドクソスの実数（Eudoxus real number）とはシャヌエルによって1984年に発見され（しかし論文は出版しなかった）、また名付けられた構成法である。整数から直接、有理数を経由することなく実数を構成するという特徴を持っている。この構成法は2003年にアカンポ（A'Campo 2003）によって再発見された。

## 論理学における実数
実数という数のクラスが初めてはっきりと取り出されたのはカントールによる集合の研究においてだった。彼は集合論的には実数全体の集合は有理数全体の集合からはっきりと区別されるべき大きさ（濃度）を持っていること（実数の集合は可算でないこと）を示した。
また、カントールは実数全体の集合と有理数全体の集合のちょうど中間の大きさの集合は存在することするかどうかいう問いをたてた。これは後になって連続体仮説とよばれ、結局通常用いられる集合論の体系からは証明も反証もできないことがわかった。
実数の体系の持つ超越的な性格は集合論の初期から様々な数学者の嫌悪の的となった。実数を定めるのに便利な集合論的定式化はやがて多くの数学者に受け入れられるようになったが、20世紀初めに論理学者のブラウワーは直観主義とよばれる、具体的に構成できるようなものだけを認める論理の体系をつくったが、彼はそこでは実数について通常の数学におけるものとは著しく異なった結論を導きだせることを示した。これには Kripke-Joyal の層の意味論によって現代的な解釈が与えられる。

## 解析学における実数
実数の完備性により、実数に値を持つ関数の範疇で様々な近似操作を考えることができ、微積分などが定義される。特定のクラスの関数たちに対して距離の概念などを用いて位相を考えると位相線形空間が得られる。こうして得られるものは多くの場合に無限次元であるが、考えている位相に関して完備になっている。関数解析学では、この概念を公理化した実数体上で考えられる完備位相線形空間とよばれる様々な空間が研究される。
位相空間上の関数やその積分の収束を考えるときは、問題にしている関数たちによって指定される位相空間の部分集合が重要になるが、こうして可測集合の概念が得られる。例えば実閉区間 [0, 1] 上の関数を考えるときには一点集合 {t} (0 ≤ t ≤ 1) や開集合を含んで、補集合をとったり可算個の合併について閉じていたりするような集合族を考えることになる。距離を持つコンパクト空間の可測集合のなす構造は、高々可算集合または閉区間 [0, 1] の構造に同型となることが知られている。

## 幾何学における実数
ウリゾーンの補題（英語: Urysohn's lemma）から正規空間とよばれる広いクラスの位相空間の位相構造（つまり、どの部分集合が開集合か）はその上の実数値連続関数のなす空間に完全に反映されていることがわかる。
ユークリッド空間は有限次元の実ベクトル空間にその構造と両立するような距離をあたえたものとして定式化される。実1次元ベクトル空間を平行移動したものが直線を示し、実2次元ベクトル空間を平行移動したものが平面を表していると見なせる。古典的なユークリッド幾何学は2次元や3次元のユークリッド空間とその構造を保つような変換についての研究だと解釈できる。
現代数学における図形の基本的な定式化の方法として多様体の概念が挙げられるが、これは局所的にはユークリッド空間のように見える「端切れ」を張り合わせたものとして定式化される。したがって多様体の点は局所的にはいくつかの実数の組による座標付けを持ち、多様体上の実数値関数について微分や積分を考えることが可能になる。
多様体は連続的なものとして定義されるので、その連続的な「時間発展」、「変化」、あるいは「変形」を考えることができるが、これはしばしば加法群 R の微分同相による作用と考えることができる。このような作用は力学系とよばれ、その類似として様々な分野でも R の作用が研究される。

## 代数学における実数
実数の集合 R は体の構造を持っており、実数を係数とした多項式や実数の拡大体を考えることができる。ここで実数が極大順序体であることにより実数係数の多項式は 3 次以上なら既約にならない。したがって R の有限次元拡大になっている可換体は R 自身と複素数体 C しかなく、可換性を外してもほかの有限次拡大体は四元数体 H しかない。
数論的に重要と見なされる位相群に（Q の）イデアル類群 C があるが、その単位元の連結成分は加法群 R と同型である。Q のアデール A を Q の乗法群で割った A/Q× へのこの C の正規部分群の作用の理解がアラン・コンヌによるリーマン予想プログラムの一部分をなしている。
代数体のうちで複素数体への埋め込み先が必ず実数に含まれるようなものは総実代数体とよばれ、代数的整数論において重要な役割を果たしている。

## 部分群
実数体は加法に関して群であるが、その部分群は離散部分群か稠密部分群のいずれかしかない。なお前者の場合は巡回群となる。

## 自然科学における実数の使用
自然科学のさまざまな分野において、連続的に変化する量の計測値を表す数の体系として実数がもちいられている。たとえば時間は基準となる時刻からの経過を表す一つの実数によって指定される。また、現実には離散的な値をとる量でもその単位があまりに小さい場合には実数による連続的な定式化が用いられる。たとえば化学における溶液の濃度や経済学における通貨流通量などは微分や積分が可能な関数によって表され、解析されるのが普通である。
一方で、20世紀に入って量子力学において複素数（値の関数）が本質的なものとしてもちいられることや、物理量が離散的な値をとる（量子化）ことなど、現実世界の現象の記述にいつでも実数が適合しているわけではないことが認識されるようになった。ベルンハルト・リーマンなど何人かの数学者は、空間における物体の位置を表す数の体系としても、実数はひとつの近似を提示しているにすぎないのかもしれないという疑念を表明している。

## 歴史
紀元前1000年頃のエジプトで帯分数がすでに使われており、紀元前600年頃のインド「シュルバ・スートラ」（サンスクリット語で「コードの規則」）では無理数の使用や円周率の近似値として 3.16 が与えられている。
数の体系としての実数をとらえる試みは古代ギリシャにおける「大きさの理論」にさかのぼることができる。この「大きさ」とは大小比較や加法、自然数倍ができるようなものとして定式化される。幾何学における線分の長さなどがこの大きさの理論を適用できる概念になるが、こうして考えられた量が自然数（あるいは整数）の比である有理数だけではとらえきれないという紀元前500年頃のピタゴラス学派による発見は大きな意義をもっていた。
6世紀にはインドの数学者によって負数の概念が発明されており、ほどなくして中国の数学者たちも独立にその概念を発明した。ヨーロッパでは16世紀まで負数が用いられていなかったし、1700年代後半のレオンハルト・オイラーでさえ方程式の負の解をあり得ないものとして切り捨てている。
17世紀にアイザック・ニュートンとほぼ同時に微分の概念に到達したゴットフリート・ライプニッツは数の無限小変動（モナド）の考え方によって微分をとらえようとした。彼の考え方は十分に形式化されず、厳密性を欠いたものだった。18～19世紀にベルナルト・ボルツァーノ、オーギュスタン・コーシー、カール・ワイエルシュトラスらによりイプシロン-デルタ論法にもとづく微分の定式化が達成された。これにより数のコーシー列の「収束先」の存在を保証するものとして実数の体系がはっきりとした存在意義を持つようになった。
また、18世紀から19世紀にかけて無理性や超越性についての研究が大きく進展した。代表的な成果に、ヨハン・ハインリッヒ・ランベルトによる円周率の無理性の証明（1761年）、パオロ・ルフィニとニールス・アーベルによる五次以上の代数方程式が一般には冪根を用いて解けないこと（1799年、1824年）の証明、ジョゼフ・リウヴィルによる超越数の存在証明、シャルル・エルミートによるネイピア数の超越性の証明、フェルディナント・リンデマンによる円周率の超越性の証明（1882年）などがある。
ゲオルク・カントールはフーリエ級数の収束の問題を研究するうちに実数の部分集合を考察するようになり、整数や有理数などのよく知られていたクラスの数の集合と実数の集合が本質的に異なるサイズのものであることを示した。このような実数の超越性によりレオポルト・クロネッカーなど一部の数学者たちは嫌悪を示した。カントールが提起した「実数集合はどの程度大きいか」という問題は通常採用される数学の枠組み（ZFC 集合論）からは独立であることが後になってわかった。
アンリ・ルベーグはルベーグ積分の理論によって積分論の構造化を達成する過程で「積分可能」な関数のクラスである可測関数の概念と、それらによって指定されるような実数の部分集合である可測集合の概念をえた。この可測集合は具体的に構成できるような実数の集合を尽くしていて、選択公理を仮定しなければ非可測な集合の存在を導くことができない。
ライプニッツの無限小の概念はその曖昧さ故に ε–δ 論法の陰に葬り去られていたが、1960年代に超準解析という枠組みのもとで厳密な定式化が達成された。